# Varmah Kpoto
Varmah Kpoto (Monrovia, 28 gennaio 1978) è un ex calciatore liberiano, di ruolo difensore.

## Caratteristiche tecniche
Difensore centrale, poteva essere impiegato anche come mediano.

## Carriera

### Nazionale
Ha debuttato in Nazionale nel 1997. Ha messo a segno la sua prima rete con la maglia della Nazionale il 9 luglio 2000, in Liberia-Nigeria (2-1), siglando la rete del momentaneo 2-0 al minuto 36. Ha partecipato, con la Nazionale, alla Coppa d'Africa 2002. Ha collezionato in totale, con la maglia della Nazionale, 40 presenze e una rete.

## Palmarès

### Club

#### Competizioni nazionali
- Campionato liberiano di calcio: 3

Junior Professional: 1996
Mighty Barrolle: 2004, 2006
- Coppa della Liberia: 1

Junior Professional: 1996